# William L. Moran
William Lambert Moran (11 d'agost 1921 - 19 de desembre 2000) va ser un jesuïta i assiriòleg nord-americà, nascut a Chicago.
El 1939, Moran es va unir als jesuïtes per després assistir a Universitat de Loyola a Chicago, on va rebre el seu BA l'any 1944. Després d'això, va ser professor de grec en una escola secundària a Cincinnati entre 1946 i 1947. Va reprendre els seus estudis a la Universitat Johns Hopkins i va obtenir el seu doctorat l'any 1950. Després de més estudis va treballar en el "Diccionari Assiri de Chicago", i el 1955 va ser professor d'estudis bíblics a l'Institut Bíblic Pontifici a Roma entre 1958 i 1966.
El 1966, obtenir el lloc de professor d'assiriologia a la Universitat Harvard, on fou considerat un gran mestre pel seu rigor. Casat amb Suzanne Bevedor el 1970. El 1985, va ser nomenat per Andrew W. Mellon Professor Emèrit de la Humanitat, i el 1996 va ser nomenat membre de l'Acadèmia Nord-americana de les Arts i Ciències.
Es va retirar el 1990, i es va traslladar a Brunswick, Maine, on va morir el 2000.

## Publicacions
Publicació important fou "Les cartes d'Amarna" el 1992. Traducció de textos antics que documentaven la correspondència internacional i imperial dels faraons d'Egipte en l'època dels reis egipcis Amenhotep III, Akhenaton i Tutankamon.
També va escriure nombrosos articles en revistes interessades en els estudis de la literatura accàdia, incloent el poema èpic de Gilgamesh.